# Radosław Kamiński (politolog)
Radosław Marcin Kamiński (ur. 8 czerwca 1972 we Wrocławiu, zm. 11 lutego 2022 w Wilczycach) – polski politolog i administratywista, dr hab. nauk społecznych.

## Życiorys
Syn Kazimierza i Barbary. 18 stycznia 2008 obronił pracę doktorską Samorząd terytorialny jako forma decentralizacji administracji publicznej w Polsce. Historyczne tło, polityczne przetargi, efekty, 17 stycznia 2020  habilitował się na podstawie pracy zatytułowanej Zarząd komisaryczny jako instrument nadzoru nad samorządem terytorialnym w Polsce. Studium politologiczno-prawne. Został zatrudniony na stanowisku adiunkta na Wydziale Humanistycznym Akademii Humanistycznej i Ekonomicznej w Łodzi, oraz profesora uczelni w Wyższej Szkole Bankowej we Wrocławiu.
Był dziekanem na Wydziale Finansów i Zarządzania Wyższej Szkole Bankowej we Wrocławiu.
Zmarł 11 lutego 2022.